# 混合阻害

混合阻害の一種である非競合阻害の反応機構の一例

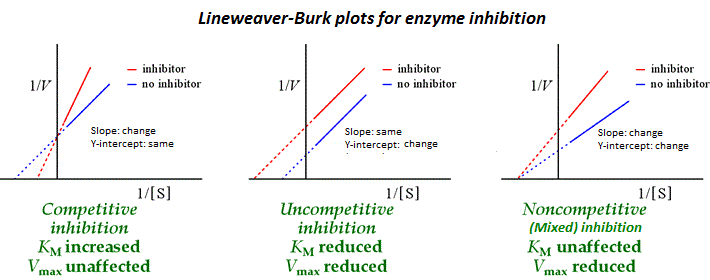

混合阻害（英: Mixed inhibition）は酵素阻害の形式の一種であり、基質が酵素に結合しているかどうかにかかわらず阻害剤が結合することができるが、基質が結合しているかしていないか、どちらか一方の状態において他方よりも高い結合親和性を示す形式である。この形式が「混合阻害」と呼ばれるのは、基質が結合していない酵素にのみ結合できる競合阻害と、基質が結合している酵素にのみ結合できる不競合阻害を「混合」した形式だからである。酵素と阻害剤の結合親和性が、基質が結合しているときとしていないときで"全く同じ"であるときは、非競合阻害と呼ばれる。非競合阻害は、混合阻害の特殊な場合であると考えられることもある。
混合阻害では阻害剤は基質が結合する活性部位ではなく、アロステリック部位に結合する。しかし、アロステリック部位に結合する阻害剤が全て混合阻害であるわけではない。
混合阻害は以下のいずれかの結果をもたらす:
- 見かけの酵素と基質の親和性を下げる（Kmの値が実際より大きくなる; {\displaystyle K_{m}^{\text{app}}>K_{m}}） -- この場合は、阻害剤は「基質と結合していない」酵素に、より結合しようとする競合型類似結合である。
- 見かけの酵素と基質の親和性を上げる（Kmの値が実際より小さくなる; {\displaystyle K_{m}^{\text{app}}<K_{m}}） -- この場合は、阻害剤は「基質と結合している」酵素に、より結合しようとする反競合型類似結合である。

どちらの場合でも阻害により酵素の最大反応速度({\displaystyle V_{max}^{\text{app}}<V_{max}})は小さくなる。
数学的には、混合阻害はαとα’（ミカエリス・メンテン式でそれぞれ競合阻害と反競合阻害を表すために導入されたファクター）がどちらも1より大きい状態を表す。
α = α’である場合のみ、非競合阻害となり、{\displaystyle V_{max}^{app}}が小さくなるものの{\displaystyle K_{m}}は変化しない。これは実際にはほとんどみられない。